# Willem Frederik Enderlé
Willem Frederik Enderlé, algemeen bekend als W.F. Enderlé, (Utrecht, 6 december 1831 – Nijkerk, 17 maart 1907) was een Nederlands organist.
Hij was zoon van onderwijzer Johan David Enderlé en Anna Maria van der Graaff. Hij trouwde met Helena Catharina Springer. Zijn zoon Thomas Enderlé werd een bekend pianist. Op het graf van W.F. Enderlé op de Algemene Begraafplaats van Nijkerk werd een gedenkteken geplaatst. 
Hij kreeg zijn opleiding van Willem Johan Frederik Nieuwenhuysen, de organist van de Dom van Utrecht. Hij bespeelde vervolgens al op jeugdige leeftijd (1851) het orgel van de Nicolaikerk in Utrecht. Hij was daarin opvolger van Johannes Arnoldus Hendrikus Wagenaar, die vertrok, omdat hij het orgel aldaar zag verpauperen. Enderlé werd bij de sollicitatie geholpen door een getuigschrift van Niewenhuysen. Wanneer Enderlé een keer zelf het orgel van de Domkerk wil bespelen wordt dat afgehouden. Hij solliciteerde vervolgens in Gorinchem, maar werd niet aangenomen. In 1854 nam hij plaats achter Orgel van de Grote Kerk in Nijkerk van de Hervormde Kerk in Nijkerk, om er ruim 50 jaar te spelen, tot aan zijn dood. Hij werd er tevens beiaardier. Op 1 oktober 1904 kreeg hij een jubileum aangeboden. Hij solliciteerde samen met Marinus Hendrik van 't Kruys en Jacobus Hendrikus Bastiaan Spaanderman naar de functie van organist in de Sint-Laurenskerk te Rotterdam, tevergeefs bleek. Een eerder gedane sollicitatie naar de functie van vaste organist in de Domkerk ging ook niet door. Een aantal aanbiedingen om in de Grote of Sint-Bavokerk van Haarlem te komen spelen sloeg hij af. Hij stond als leider van het plaatselijk koor en muziekonderwijzer centraal in het muziekleven van Nijkerk. Zo wijdde hij op Hemelvaartsdag 30 mei 1878 het dan nieuwe Bätz-orgel van Johan Frederik Witte in de Hervormde Kerk te Voorthuizen in en roemde dat orgel met "eene aanbeveling te meer voor zijnen maker den heer Witte te Utrecht".
Na zijn dood bespeelde zijn vrouw enige tijd het orgel in Nijkerk, tot een plaatsvervanger was gevonden.